# Szu–47 Berkut
A Szu–47 Berkut (Беркут, jelentése „szirti sas”), vagy korábbi fejlesztési nevén SZ–32, majd SZ–37 a OKB Szuhoj-nak Oroszországban, az 1990-es években kifejlesztett repülőgépe, technológiai demonstrátora. Fejlesztésének célja, hogy a tervezési stádiumban álló PAK FA 5. generációs vadászgép egyes megoldásait kipróbálják. Első nyilvános szereplése az 1997-es Párizs-Le Bourget-i légiszalonon volt.
A Szovjetunióban már végeztek előrenyilazott szárnyú repülőgéppel kísérleteket, Pavel Cibin tervezőirodája foglalkozott az C–1 típusjelű (ЛЛ–3, летающая лаборатория, változatjelű azaz „repülő laboratórium”) kísérleti rakétameghajtású repülőgéppel az 1940-es évek második felében. A NASA is folytatott kísérletet az előre nyilazott szárnyelrendezéssel (X–29), azonban kutatási eredményeik szerint a mellső szárnybekötéseknél fellépő nyíró-csavaró igénybevételekre nem lehet gazdaságos megoldást megtervezni (a második világháború előtt a lengyelek folytattak ilyen kísérleteket, a háború végén pedig a Junkers Ju 287 bombázója lett a későbbi kutatások alapja).
A gép felsőszárnyas, kéthajtóműves, kacsaelrendezésű és hátsó, kombinált magassági kormányokkal rendelkezik, triciklifutóművel van felszerelve. Szerkezeti anyagai nagymértékben szénszálas kompozitból állnak, vezérlőrendszere digitális (fly-by-wire). Maga a fejlesztési munka 1984-ben indult a Szovjetunióban az X–29 mintájára, azonban a SZU összeomlását követően megtorpant. A kutatás-fejlesztés racionalizálását követően a konkurens MiG 1.44-gyel közösen az 5. generációs PAK FA kutatási alapjait képezik.

## Galéria

A Szu–47 Berkut felülnézete. Jól látható az előrenyilazott szárny és a kacsaelrendezésű magassági kormány
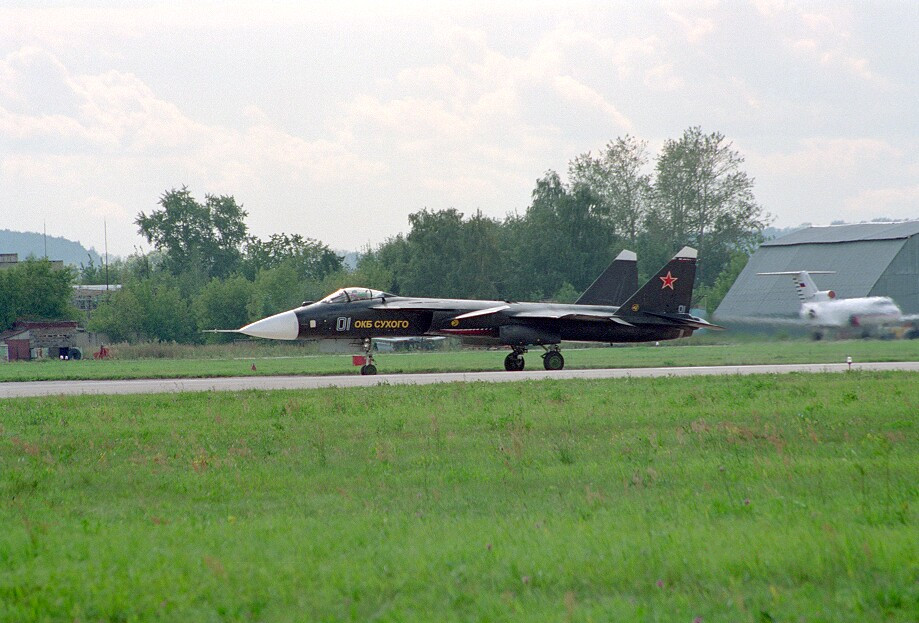
A prototípus felszállásra készül.
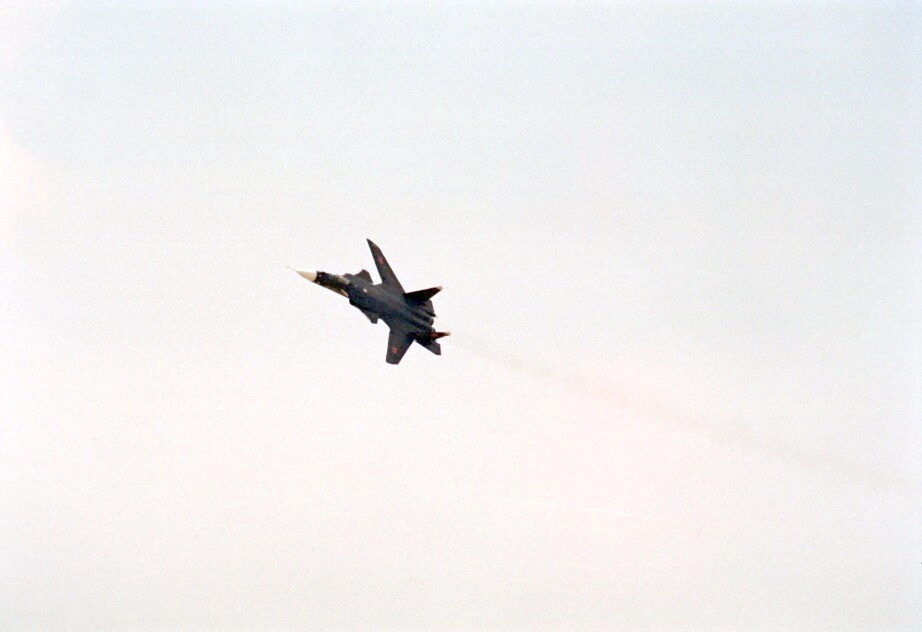
A MAKSZ 2001-en bemutatót repülő prototípus

### Külső hivatkozások
- Су-47 Беркут – az Ugolok nyeba cikke (oroszul)
- SZ–37 Berkut a Fighter-Planes.com-on Archiválva 2012. október 27-i dátummal a Wayback Machine-ben
- SZ–37 a Russian Aviation-ön
- SZ–37 a Russian Military Analysis-en
- SZ–37 az airforce-technology.com-on
- LL–1, –2, –3 – testpilot.ru